# マヘシュ・ブパシ
マヘシュ・シュリーニヴァース・ブパシ（Mahesh Shrinivas Bhupathi, タミル語:மகேஷ் சீனிவாஸ் பூபதி, 1974年6月7日 - ）は、インド・マドラス（現チェンナイ）出身の男子プロテニス選手。長年にわたり、ダブルスの名手として活躍してきた。ATPツアーでシングルスの優勝はないが、ダブルスで52勝を挙げ、4大大会でも男子ダブルス4勝、混合ダブルス8勝を挙げた。そのうち、1997年全仏オープン混合ダブルスでは平木理化とペアを組み、1999年全米オープンでは杉山愛と組んで優勝したことから、日本でもよく知られた選手である。身長185cm、体重88kg。右利き、バックハンド・ストロークは両手打ち。

## 名前について
日本では「マヘシュ・ブパシ」の表記で最もよく知られるが、原語のタミル語表記における長短母音を区別するならば、「マヘーシュ・シュリーニヴァース・ブーパティ」というカタカナ表記になる。特に名前の最後の音節「-thi」は、日本では一般的に（誤って）英語風の無声歯摩擦音(/θ/)として読まれ、標記されてしまうことも多いが、実際には無声歯破裂音(/t̪/)である。

## 来歴
アメリカのミシシッピ大学の選手として2年間活動した後、1995年にプロ入り。ブパシのダブルスでの活躍は、1997年全仏オープンから始まる。全仏オープンは5月末に開幕するが、平木理化は大会会場でダブルスのパートナーを探していたところで、急遽ブパシと混合ダブルスのペアを組むことになった。身長185cmのブパシと157cmの平木は「凹凸ペア」と呼ばれたが、2人は6月7日に混合ダブルス部門の決勝でパトリック・ガルブレイス/リサ・レイモンド組を6-4, 6-1で破り、優勝。日本人選手を含むペアが4大大会のダブルスで優勝したのは、1975年ウィンブルドン選手権女子ダブルスで優勝した沢松和子/アン清村組以来22年ぶりだった。1999年全米オープン混合ダブルスで、ブパシは杉山愛とペアを組み、キンバリー・ポー/ドナルド・ジョンソン組を破って優勝した。
その後も混合ダブルスでの強さは健在で、2005年ウィンブルドン選手権でマリー・ピエルス、全米オープンでダニエラ・ハンチュコバと組んで優勝している（ハンチュコバはこれで混合ダブルスのキャリア・グランドスラムを達成）。2006年全豪オープン混合ダブルスで、ブパシは現役復帰を果たしたマルチナ・ヒンギスとペアを組んで優勝した。こうして、ブパシも混合ダブルスのキャリア・グランドスラムを達成した。2009年全豪オープンと2012年全仏オープンでもサニア・ミルザと組んで優勝し、4大大会混合ダブルス8勝目を挙げた。
ブパシの男子ダブルスのタイトルは、同じインドのリーンダー・パエスとペアを組んで獲得したものが最も多い。男子国別対抗戦デビスカップのみならず、4大大会でも2人のペアは抜群の強さを発揮してきた。2001年3月26日、ブパシとパエスはインドの最高名誉賞である「パドマ・シュリー賞」（Padma Shri）を政府から授与された。
ブパシはキャリアを通じて、シングルスの出場がほとんどなく、2003年以後はすべての活動をダブルスのみに絞っている。2016年5月のムチュア・マドリード・オープンが最後の公式戦出場になっている。
ブパシは2014年から開始されたインターナショナル・プレミア・テニス・リーグの創設者である。2017年にはデビスカップインド代表の監督に就任している。

## ATPツアー決勝進出結果

### ダブルス: 96回 (52勝44敗)
| 結果   | No. | 決勝日         | 大会               | サーフェス        | パートナー                   | 対戦相手                                                  | スコア                  |
| ------ | --- | -------------- | ------------------ | ----------------- | ---------------------------- | --------------------------------------------------------- | ----------------------- |
| 優勝   | 1.  | 1997年4月14日  | チェンナイ         | ハード            | リーンダー・パエス           | オレグ・オゴロドフ イヤル・ラン                           | 7–6, 7–5                |
| 優勝   | 2.  | 1997年5月5日   | プラハ             | クレー            | リーンダー・パエス           | ペトラ・ルクサ ダヴィド・シュコフ                         | 6–1, 6–1                |
| 準優勝 | 1.  | 1997年7月28日  | ロサンゼルス       | ハード            | リック・リーチ               | セバスチャン・ラルー アレックス・オブライエン             | 6–7, 4–6                |
| 優勝   | 3.  | 1997年8月4日   | モントリオール     | ハード            | リーンダー・パエス           | セバスチャン・ラルー アレックス・オブライエン             | 7–6, 6–3                |
| 優勝   | 4.  | 1997年8月18日  | ニューヘイブン     | ハード            | リーンダー・パエス           | セバスチャン・ラルー アレックス・オブライエン             | 6–4, 6–7, 6–2           |
| 優勝   | 5.  | 1997年10月6日  | 北京               | ハード (室内)     | リーンダー・パエス           | ジム・クーリエ アレックス・オブライエン                   | 7–5, 7–6                |
| 優勝   | 6.  | 1997年10月13日 | シンガポール       | カーペット (室内) | リーンダー・パエス           | リック・リーチ ジョナサン・スターク                       | 6–4, 6–4                |
| 準優勝 | 2.  | 1997年11月23日 | ハートフォード     | カーペット (室内) | リーンダー・パエス           | リック・リーチ ジョナサン・スターク                       | 3–6, 4–6, 6–7           |
| 優勝   | 7.  | 1998年1月12日  | ドーハ             | ハード            | リーンダー・パエス           | オリビエ・ドレートル ファブリス・サントロ                 | 6–4, 3–6, 6–4           |
| 優勝   | 8.  | 1998年2月16日  | ドバイ             | ハード            | リーンダー・パエス           | ドナルド・ジョンソン フランシスコ・モンタナ               | 6–2, 7–5                |
| 優勝   | 9.  | 1998年4月13日  | チェンナイ         | ハード            | リーンダー・パエス           | オリビエ・ドレートル マックス・ミルヌイ                   | 6–7, 6–3, 6–2           |
| 優勝   | 10. | 1998年5月18日  | ローマ             | クレー            | リーンダー・パエス           | エリス・フェレイラ リック・リーチ                         | 6–4, 4–6, 7–6           |
| 優勝   | 11. | 1998年10月12日 | 上海               | カーペット (室内) | リーンダー・パエス           | トッド・ウッドブリッジ マーク・ウッドフォード             | 6–4, 6–7, 7–6           |
| 準優勝 | 3.  | 1998年10月19日 | シンガポール       | カーペット (室内) | リーンダー・パエス           | トッド・ウッドブリッジ マーク・ウッドフォード             | 2–6, 3–6                |
| 準優勝 | 4.  | 1998年11月2日  | シュトゥットガルト | ハード (室内)     | リーンダー・パエス           | セバスチャン・ラルー アレックス・オブライエン             | 3–6, 6–3, 5–7           |
| 優勝   | 12. | 1998年11月9日  | パリ               | カーペット (室内) | リーンダー・パエス           | ヤッコ・エルティン ポール・ハーフース                     | 6–4, 6–2                |
| 準優勝 | 5.  | 1999年2月1日   | 全豪オープン       | ハード            | リーンダー・パエス           | ヨナス・ビョルクマン パトリック・ラフター                 | 3–6, 6–4, 4–6, 7–6, 4–6 |
| 優勝   | 13. | 1999年4月13日  | チェンナイ         | ハード            | リーンダー・パエス           | ウェイン・ブラック ネヴィル・ゴドウィン                   | 4–6, 7–5, 6–4           |
| 優勝   | 14. | 1999年6月7日   | 全仏オープン       | クレー            | リーンダー・パエス           | ゴラン・イワニセビッチ ジェフ・タランゴ                   | 6–2, 7–5                |
| 優勝   | 15. | 1999年7月5日   | ウィンブルドン     | 芝                | リーンダー・パエス           | ポール・ハーフース ジャレッド・パーマー                   | 6–7, 6–3, 6–4, 7–6      |
| 準優勝 | 6.  | 1999年9月13日  | 全米オープン       | ハード            | リーンダー・パエス           | セバスチャン・ラルー アレックス・オブライエン             | 6–7, 4–6                |
| 準優勝 | 7.  | 1999年11月15日 | ハートフォード     | カーペット (室内) | リーンダー・パエス           | セバスチャン・ラルー アレックス・オブライエン             | 3–6, 2–6, 2–6           |
| 優勝   | 16. | 2000年5月29日  | ザンクト・ペルテン | クレー            | アンドリュー・クラッツマン   | アンドレア・ガウデンツィ ディエゴ・ナルギソ               | 7–6, 6–7, 6–4           |
| 準優勝 | 8.  | 2000年6月19日  | ハレ               | 芝                | ダヴィド・プリノジル         | ニクラス・クルティ ミカエル・ティルストロム               | 6–7, 6–7                |
| 優勝   | 17. | 2000年10月16日 | 東京               | ハード            | リーンダー・パエス           | マイケル・ヒル ジェフ・タランゴ                           | 6–4, 6–7, 6–3           |
| 準優勝 | 9.  | 2000年12月17日 | バンガロール       | ハード (室内)     | リーンダー・パエス           | ドナルド・ジョンソン ピート・ノーバル                     | 6–7, 3–6, 4–6           |
| 優勝   | 18. | 2001年4月30日  | アトランタ         | クレー            | リーンダー・パエス           | リック・リーチ デビッド・マクファーソン                   | 6–3, 7–6                |
| 優勝   | 19. | 2001年5月7日   | ヒューストン       | クレー            | リーンダー・パエス           | ケビン・キム ジム・トーマス                               | 7–6, 6–2                |
| 優勝   | 20. | 2001年6月11日  | 全仏オープン       | クレー            | リーンダー・パエス           | ペトル・パラ パベル・ビズネル                             | 7–6, 6–3                |
| 優勝   | 21. | 2001年8月13日  | シンシナティ       | ハード            | リーンダー・パエス           | マルティン・ダム デビッド・プリノジル                     | 7–6, 6–3                |
| 準優勝 | 10. | 2001年8月20日  | インディアナポリス | ハード            | セバスチャン・ラルー         | マーク・ノールズ ブライアン・マクフィー                   | 6–7, 7–5, 4–6           |
| 準優勝 | 11. | 2001年10月8日  | モスクワ           | カーペット (室内) | ジェフ・タランゴ             | マックス・ミルヌイ サンドン・ストール                     | 3–6, 0–6                |
| 準優勝 | 12. | 2001年10月29日 | バーゼル           | カーペット (室内) | リーンダー・パエス           | エリス・フェレイラ リック・リーチ                         | 6–7, 4–6                |
| 準優勝 | 13. | 2001年11月5日  | パリ               | カーペット (室内) | リーンダー・パエス           | エリス・フェレイラ リック・リーチ                         | 6–3, 4–6, 3–6           |
| 優勝   | 22. | 2002年1月7日   | チェンナイ         | ハード            | リーンダー・パエス           | トマーシュ・ツィブレツ オタ・フカーレク                   | 5–7, 6–2, 7–5           |
| 優勝   | 23. | 2002年5月6日   | マヨルカn          | クレー            | リーンダー・パエス           | ユリアン・ノール ミヒャエル・コールマン                   | 6–2, 6–4                |
| 優勝   | 24. | 2002年5月20日  | ハンブルク         | クレー            | ジャン＝マイケル・ギャンビル | ヨナス・ビョルクマン トッド・ウッドブリッジ               | 6–2, 6–4                |
| 準優勝 | 14. | 2002年6月17日  | ロンドン           | 芝                | マックス・ミルヌイ           | ウェイン・ブラック ケビン・ウリエット                     | 5–7, 3–6                |
| 準優勝 | 15. | 2002年8月12日  | シンシナティ       | ハード            | マックス・ミルヌイ           | ジェームズ・ブレーク トッド・マーティン                   | 5–7, 3–6                |
| 準優勝 | 16. | 2002年8月19日  | インディアナポリス | ハード            | マックス・ミルヌイ           | マーク・ノールズ ダニエル・ネスター                       | 6–7, 7–6, 4–6           |
| 優勝   | 25. | 2002年8月26日  | ロングアイランド   | ハード            | マイク・ブライアン           | ペトル・パラ パベル・ビズネル                             | 6–3, 6–4                |
| 優勝   | 26. | 2002年9月6日   | 全米オープン       | ハード            | マックス・ミルヌイ           | イジー・ノバク ラデク・ステパネク                         | 6–3, 3–6, 6–4           |
| 準優勝 | 17. | 2002年10月21日 | マドリード         | ハード (室内)     | マックス・ミルヌイ           | マーク・ノールズ ダニエル・ネスター                       | 3–6, 5–7, 0–6           |
| 準優勝 | 18. | 2003年1月13日  | シドニー           | ハード            | ジョシュア・イーグル         | ポール・ハンリー ネイサン・ヒーリー                       | 6–7, 4–6                |
| 優勝   | 27. | 2003年4月14日  | エストリル         | クレー            | マックス・ミルヌイ           | ルーカス・アーノルド・カー マリアノ・オード               | 6–1, 6–2                |
| 優勝   | 28. | 2003年4月21日  | モンテカルロ       | クレー            | マックス・ミルヌイ           | ミカエル・ロドラ ファブリス・サントロ                     | 6–4, 3–6, 7–6           |
| 準優勝 | 19. | 2003年5月19日  | ハンブルク         | クレー            | マックス・ミルヌイ           | マーク・ノールズ ダニエル・ネスター                       | 4–6, 6–7                |
| 準優勝 | 20. | 2003年6月16日  | ロンドン           | 芝                | マックス・ミルヌイ           | マーク・ノールズ ダニエル・ネスター                       | 7–5, 4–6, 6–7           |
| 準優勝 | 21. | 2003年7月7日   | ウィンブルドン     | 芝                | マックス・ミルヌイ           | ヨナス・ビョルクマン トッド・ウッドブリッジ               | 6–3, 3–6, 6–7, 3–6      |
| 優勝   | 29. | 2003年8月11日  | モントリオール     | ハード            | マックス・ミルヌイ           | ヨナス・ビョルクマン トッド・ウッドブリッジ               | 6–3, 7–6                |
| 優勝   | 30. | 2003年10月6日  | モスクワ           | カーペット (室内) | マックス・ミルヌイ           | ウェイン・ブラック ケビン・ウリエット                     | 6–3, 7–5                |
| 準優勝 | 22. | 2003年10月13日 | ウィーン           | ハード (室内)     | マックス・ミルヌイ           | イブ・アレグロ ロジャー・フェデラー                       | 6–7, 5–7                |
| 優勝   | 31. | 2003年10月20日 | マドリード         | ハード (室内)     | マックス・ミルヌイ           | ウェイン・ブラック ケビン・ウリエット                     | 6–2, 2–6, 6–3           |
| 優勝   | 32. | 2004年1月12日  | オークランド       | ハード            | ファブリス・サントロ         | イジー・ノバク ラデク・ステパネク                         | 4–6, 7–5, 6–3           |
| 優勝   | 33. | 2004年3月8日   | ドバイ             | ハード            | ファブリス・サントロ         | ヨナス・ビョルクマン リーンダー・パエス                   | 6–2, 4–6, 6–4           |
| 優勝   | 34. | 2004年5月10日  | ローマ             | クレー            | マックス・ミルヌイ           | ウェイン・アーサーズ ポール・ハンリー                     | 2–6, 6–3, 6–4           |
| 優勝   | 35. | 2004年7月12日  | ボースタード       | クレー            | ヨナス・ビョルクマン         | シーモン・アスペリン トッド・ペリー                       | 4–6, 7–6, 7–6           |
| 優勝   | 36. | 2004年8月2日   | トロント           | ハード            | リーンダー・パエス           | ヨナス・ビョルクマン マックス・ミルヌイ                   | 6–4, 6–2                |
| 準優勝 | 23. | 2004年10月18日 | モスクワ           | カーペット (室内) | ヨナス・ビョルクマン         | イーゴリ・アンドレエフ ニコライ・ダビデンコ               | 6–3, 3–6, 4–6           |
| 準優勝 | 24. | 2005年1月10日  | チェンナイ         | ハード            | ヨナス・ビョルクマン         | 盧彦勳 ライナー・シュットラー                             | 5–7, 6–4, 6–7           |
| 優勝   | 37. | 2005年1月16日  | シドニー           | ハード            | トッド・ウッドブリッジ       | アルノー・クレマン ミカエル・ロドラ                       | 6–3, 6–3                |
| 優勝   | 38. | 2006年9月18日  | 北京               | ハード            | マリオ・アンチッチ           | ミヒャエル・ベラー ケネス・カールセン                     | 6–4, 6–3                |
| 優勝   | 39. | 2006年10月2日  | ムンバイ           | ハード            | マリオ・アンチッチ           | ロハン・ボパンナ Mustafa Ghouse                           | 6–4, 6–7, [10–8]        |
| 準優勝 | 25. | 2007年3月5日   | ドバイ             | ハード            | ラデク・ステパネク           | ファブリス・サントロ ネナド・ジモニッチ                   | 5–7, 7–6, [7–10]        |
| 優勝   | 40. | 2007年8月12日  | モントリオール     | ハード            | パベル・ビズネル             | ポール・ハンリー ケビン・ウリエット                       | 6–4, 6–4                |
| 優勝   | 41. | 2007年8月25日  | ニューヘイブン     | ハード            | ネナド・ジモニッチ           | マリウシュ・フィルステンベルク マルチン・マトコフスキ     | 6–3, 6–3                |
| 優勝   | 42. | 2008年3月2日   | メンフィス         | ハード (室内)     | マーク・ノールズ             | サンチャイ・ラティワタナ ソンチャット・ラティワタナ       | 7–6, 6–2                |
| 優勝   | 43. | 2008年3月8日   | ドバイ             | ハード            | マーク・ノールズ             | マルティン・ダム パベル・ビズネル                         | 7–5, 7–6                |
| 準優勝 | 26. | 2008年3月26日  | マイアミ           | ハード            | マーク・ノールズ             | ボブ・ブライアン マイク・ブライアン                       | 2–6, 2–6                |
| 準優勝 | 27. | 2008年4月27日  | モンテカルロ       | クレー            | マーク・ノールズ             | ラファエル・ナダル トミー・ロブレド                       | 3–6, 3–6                |
| 準優勝 | 28. | 2008年6月15日  | スヘルトーヘンボス | 芝                | リーンダー・パエス           | マリオ・アンチッチ ユルゲン・メルツァー                   | 6–7, 3–6                |
| 準優勝 | 29. | 2008年8月23日  | ニューヘイブン     | ハード            | マーク・ノールズ             | マルセロ・メロ アンドレ・サ                               | 5–7, 2–6                |
| 準優勝 | 30. | 2008年10月12日 | マドリード         | ハード (室内)     | マーク・ノールズ             | マリウシュ・フィルステンベルク マルチン・マトコフスキ     | 4–6, 2–6                |
| 優勝   | 44. | 2008年10月18日 | バーゼル           | カーペット (室内) | マーク・ノールズ             | クリストファー・カス フィリップ・コールシュライバー       | 6–3, 6–3                |
| 準優勝 | 31. | 2009年1月31日  | 全豪オープン       | ハード            | マーク・ノールズ             | ボブ・ブライアン マイク・ブライアン                       | 6–2, 5–7, 0–6           |
| 準優勝 | 32. | 2009年4月26日  | バルセロナ         | クレー            | マーク・ノールズ             | ダニエル・ネスター ネナド・ジモニッチ                     | 3–6, 6–7                |
| 優勝   | 45. | 2009年8月15日  | モントリオール     | ハード            | マーク・ノールズ             | マックス・ミルヌイ アンディ・ラム                         | 6–4, 6–3                |
| 準優勝 | 33. | 2009年9月13日  | 全米オープン       | ハード            | マーク・ノールズ             | ルーカス・ドロウヒー リーンダー・パエス                   | 6–3, 3–6, 2–6           |
| 準優勝 | 34. | 2010年4月3日   | マイアミ           | ハード            | マックス・ミルヌイ           | ルーカス・ドロウヒー リーンダー・パエス                   | 2–6, 5–7                |
| 準優勝 | 35. | 2010年4月18日  | モンテカルロ       | クレー            | マックス・ミルヌイ           | ダニエル・ネスター ネナド・ジモニッチ                     | 3–6, 0–2, 途中棄権      |
| 準優勝 | 36. | 2010年8月22日  | シンシナティ       | ハード            | マックス・ミルヌイ           | ボブ・ブライアン マイク・ブライアン                       | 3–6, 4–6                |
| 準優勝 | 37. | 2010年11月7日  | バレンシア         | ハード (室内)     | マックス・ミルヌイ           | アンディ・マリー ジェイミー・マリー                       | 6–7(8), 7–5, [7–10]     |
| 優勝   | 46. | 2010年11月14日 | パリ               | ハード (室内)     | マックス・ミルヌイ           | マーク・ノールズ アンディ・ラム                           | 7–5, 7–5                |
| 準優勝 | 38. | 2010年11月28日 | ロンドン           | ハード (室内)     | マックス・ミルヌイ           | ダニエル・ネスター ネナド・ジモニッチ                     | 6–7(6), 4–6             |
| 優勝   | 47. | 2011年1月9日   | チェンナイ         | ハード            | リーンダー・パエス           | ロビン・ハーセ デイヴィッド・マーティン                   | 6–2, 6–7(3), [10–7]     |
| 準優勝 | 39. | 2011年1月29日  | 全豪オープン       | ハード            | リーンダー・パエス           | ボブ・ブライアン マイク・ブライアン                       | 3–6, 4–6                |
| 優勝   | 48. | 2011年4月2日   | マイアミ           | ハード            | リーンダー・パエス           | マックス・ミルヌイ ダニエル・ネスター                     | 6–7(5), 6–2, [10–5]     |
| 準優勝 | 40. | 2011年6月12日  | ロンドン           | 芝                | リーンダー・パエス           | ボブ・ブライアン マイク・ブライアン                       | 7–6(2), 6–7(4), [6–10]  |
| 優勝   | 49. | 2011年8月21日  | シンシナティ       | ハード            | リーンダー・パエス           | ミカエル・ロドラ ネナド・ジモニッチ                       | 7–6(4), 7–6(2)          |
| 優勝   | 50. | 2012年3月3日   | ドバイ             | ハード            | ロハン・ボパンナ             | マリウシュ・フィルステンベルク マルチン・マトコフスキ     | 6–4, 3–6, [10–5]        |
| 準優勝 | 41. | 2012年8月20日  | シンシナティ       | ハード            | ロハン・ボパンナ             | ロベルト・リンドステット ホリア・テカウ                   | 4–6, 4–6                |
| 準優勝 | 42. | 2012年10月14日 | 上海               | ハード            | ロハン・ボパンナ             | リーンダー・パエス ラデク・ステパネク                     | 7–6(7), 3–6, [5–10]     |
| 優勝   | 51. | 2012年11月4日  | パリ               | ハード (室内)     | ロハン・ボパンナ             | アイサム＝ウル＝ハク・クレシ ジャン＝ジュリアン・ロイヤー | 7–6(6), 6–3             |
| 準優勝 | 43. | 2012年11月12日 | ロンドン           | ハード (室内)     | ロハン・ボパンナ             | マルセル・グラノリェルス マルク・ロペス                   | 5–7, 6–3, [3–10]        |
| 優勝   | 52. | 2013年3月2日   | ドバイ             | ハード            | ミカエル・ロドラ             | ロベルト・リンドステット ネナド・ジモニッチ               | 7–6(6), 7–6(6)          |
| 準優勝 | 44. | 2013年5月19日  | ローマ             | クレー            | ロハン・ボパンナ             | ボブ・ブライアン マイク・ブライアン                       | 2–6, 3–6                |

## 4大大会ダブルス優勝
- 全豪オープン 混合ダブルス：2勝（2006年、2009年）
- 全仏オープン 男子ダブルス：2勝（1999年、2001年）/混合ダブルス：1勝（1997年）
- ウィンブルドン 男子ダブルス：1勝（1999年）/混合ダブルス：2勝（2002年、2005年）
- 全米オープン 男子ダブルス：1勝（2002年）/混合ダブルス：2勝（1999年、2005年）